# Listă de filme cu arte marțiale
Aceasta este o listă de filme cu arte marțiale în ordine cronologică:
| An   | Titlu                                     |
| ---- | ----------------------------------------- |
| 1928 | The Burning of the Red Lotus Temple       |
| 1943 | Sanshiro Sugata                           |
| 1945 | Sanshiro Sugata Part II                   |
| 1949 | The True Story of Wong Fei Hung           |
| 1966 | Come Drink with Me                        |
| 1966 | Dragon Inn                                |
| 1967 | The One-Armed Swordsman                   |
| 1969 | Chinese Boxer                             |
| 1970 | Vengeance                                 |
| 1971 | The Big Boss                              |
| 1971 | Billy Jack                                |
| 1972 | Bloody Duel: Life and Death               |
| 1972 | King Boxer                                |
| 1972 | Fist of Fury (sau) The Chinese Connection |
| 1972 | Way of the Dragon                         |
| 1973 | Karate Kiba                               |
| 1973 | Enter the Dragon                          |
| 1974 | Seria The Street Fighter                  |
| 1975 | Champion of Death                         |
| 1975 | Karate Bearfighter                        |
| 1976 | Bruce Lee's Secret                        |
| 1977 | Karate for Life                           |
| 1977 | Doberman Cop                              |
| 1977 | Golgo 13: Assignment Kowloon              |
| 1978 | Game of Death                             |
| 1978 | Shogun's Samurai                          |
| 1978 | Five Deadly Venoms                        |
| 1978 | The 36th Chamber of Shaolin               |
| 1978 | Snake in the Eagle's Shadow               |
| 1978 | Drunken Master                            |
| 1979 | Buddha Assassinator (Shogun Massacre)     |
| 1979 | G.I. Samurai                              |
| 1979 | Jaguar Lives!                             |
| 1979 | Knockabout                                |
| 1980 | The Octagon                               |
| 1981 | Tower of Death                            |
| 1981 | Samurai Reincarnation                     |
| 1982 | Bruce and the Shaolin Bronzemen           |
| 1982 | House of Traps                            |
| 1982 | The Impossible Kid                        |
| 1982 | The Prodigal Son                          |
| 1982 | Shaolin Temple                            |
| 1983 | Zu Warriors from the Magic Mountain       |
| 1983 | Project A                                 |
| 1983 | Winners and Sinners                       |
| 1983 | Shaolin and Wu Tang                       |
| 1984 | The Karate Kid                            |
| 1985 | Mr. Vampire                               |
| 1985 | Yes, Madam                                |
| 1985 | Police Story                              |
| 1986 | No Retreat, No Surrender                  |
| 1988 | Above The Law                             |
| 1988 | Bloodsport                                |
| 1989 | Best of the Best                          |
| 1989 | Black Rain                                |
| 1989 | Kickboxer                                 |
| 1990 | Hard To Kill                              |
| 1990 | Iron & Silk                               |
| 1991 | Bloodmatch                                |
| 1991 | Kickboxer 2                               |
| 1991 | Once Upon a Time in China                 |
| 1991 | Out For Justice                           |
| 1992 | Ironheart                                 |
| 1992 | Under Siege                               |
| 1992 | Supercop                                  |
| 1992 | Rapid Fire (1992 film)                    |
| 1992 | Shootfighter: Fight to the Death          |
| 1993 | The Bride With White Hair                 |
| 1993 | Iron Monkey                               |
| 1993 | Dragon: The Bruce Lee Story               |
| 1993 | Only the Strong                           |
| 1993 | Hard Target                               |
| 1994 | On Deadly Ground                          |
| 1994 | Timecop                                   |
| 1994 | Fist of Legend                            |
| 1994 | Drunken Master II                         |
| 1994 | The Bodyguard from Beijing                |
| 1995 | Mortal Kombat                             |
| 1995 | Rumble in the Bronx                       |
| 1996 | The Quest                                 |
| 1997 | Bloodmoon                                 |
| 1997 | Mortal Kombat Annihilation                |
| 1998 | Blade                                     |
| 1998 | Rush Hour                                 |
| 1999 | The Matrix                                |
| 2000 | Shanghai Noon                             |
| 2000 | Romeo Must Die                            |
| 2000 | Crouching Tiger, Hidden Dragon            |
| 2002 | Hero                                      |
| 2002 | Undisputed                                |
| 2002 | Blade II                                  |
| 2003 | Ong-Bak: Muay Thai Warrior                |
| 2004 | House of Flying Daggers                   |
| 2004 | Kung Fu Hustle                            |
| 2004 | Blade: Trinity                            |
| 2004 | Gerd Ma Lui (Born to Fight)               |
| 2004 | New Police Story                          |
| 2004 | Fighter in the Wind                       |
| 2005 | SPL: Sha Po Lang                          |
| 2005 | Tom-Yum-Goong                             |
| 2006 | Hak kuen                                  |
| 2006 | Undisputed II: Last Man Standing          |
| 2006 | The Rebel                                 |
| 2006 | The Restless (2006, coreean)              |
| 2006 | Fearless                                  |
| 2007 | Flash Point                               |
| 2008 | Kung Fu Panda                             |
| 2008 | Chocolate                                 |
| 2008 | Ong Bak 2                                 |
| 2008 | Ip Man                                    |
| 2008 | Never Back Down                           |
| 2008 | The Forbidden Kingdom                     |
| 2008 | Redbelt                                   |
| 2009 | Ninja                                     |
| 2009 | Blood and Bone                            |
| 2009 | Merantau                                  |
| 2009 | Ninja Assassin                            |
| 2009 | Raging Phoenix                            |
| 2010 | Bruce Lee, My Brother                     |
| 2010 | True Legend                               |
| 2010 | Undisputed III: Redemption                |
| 2010 | Ip Man 2                                  |
| 2010 | The Legend Is Born – Ip Man               |
| 2010 | Shaolin                                   |
| 2010 | The Karate Kid (2010)                     |
| 2010 | Ong Bak 3                                 |
| 2010 | Bangkok Knockout                          |
| 2010 | 13 Assassins                              |
| 2010 | Reign of Assassins                        |
| 2010 | Yamada: The Samurai of Ayothaya           |
| 2011 | Warrior (2011 film)                       |
| 2011 | Kung Fu Panda 2                           |
| 2012 | The Raid: Redemption                      |
| 2012 | Dragon Eyes                               |
| 2012 | The Man with the Iron Fists               |
| 2013 | The Grandmaster                           |
| 2013 | Ip Man: The Final Fight                   |
| 2013 | Man of Tai Chi                            |
| 2013 | Ninja: Shadow of a Tear                   |
| 2014 | The Raid 2                                |
| 2014 | Kung Fury                                 |
| 2014 | High Kick Angels                          |